# ALICes
ALICes（アリセス）は、黒崎真音と神田沙也加による日本の女性2人組音楽ユニット。2020年結成。2023年活動休止。

## 略歴
- 2020年9月22日 、ALICesの結成を発表[1]。「ALICes」という名前は神田の発案で「ふたりのアリス」の意味がある[2]。
- 2020年11月11日、初めての曲「Icy voyage」をYouTubeで発表[3]。
- 2021年12月18日、神田沙也加が急逝[4]。35歳没。しかし、ALICesは黒崎真音のみで引き続き活動を続けた[5]。
- 2023年1月28日、公式Twitterにて活動休止を発表[6]。
- 2023年2月16日、黒崎真音が急逝[7]。奇しくも神田と同じ35歳没。メンバー全員が他界したことにより、事実上の活動休止となった。

## ディスコグラフィ

### シングル
全てYouTubeでの配信のみ
|     | 発売日         | タイトル         | 作曲                 | 作詞       |
| --- | -------------- | ---------------- | -------------------- | ---------- |
| 1st | 2020年11月11日 | Icy voyage       | 涼木シンジ (KEYTONE) | 神田沙也加 |
| 2nd | 2020年12月2日  | 私の永遠         | YOSHIHIRO (KEYTONE)  | 神田沙也加 |
| 3rd | 2020年12月31日 | Chocolate_Cosmos | 板倉孝徳             | 黒崎真音   |
| 4th | 2021年2月6日   | twins song       | 彦田元気             | 黒崎真音   |